# Valli del Pasubio
Valli del Pasubio é uma comuna italiana da região do Vêneto, província de Vicenza, com cerca de 3.430 habitantes. Estende-se por uma área de 49 km², tendo uma densidade populacional de 70 hab/km². Faz fronteira com Posina, Recoaro Terme, Schio, Torrebelvicino, Trambileno (TN), Vallarsa (TN).

## Demografia
| Variação demográfica do município entre 1861 e 2011                               |
|                                                                                   |
| Fonte: Istituto Nazionale di Statistica (ISTAT) - Elaboração gráfica da Wikipedia |